# Zigo
Zigo er en stumfilm, der er instrueret af ubekendt instruktør.